# Ordine di Vajira Mala
L'Ordine di Vajira Mala è un ordine cavalleresco thailandese. Venne istituito il 28 maggio 1911 (l’anno 2454, secondo il calendario Thai) da Vajiravudh, che re di Rattanakosin (lo Stato noto in Occidente come Regno del Siam) dal 1910 al 1925 con il nome di Rama VI.

## Classi
L’Ordine è costituito da un’unica classe e i membri potevano fregiarsi del suffisso onorifico ว.ม.ล.

## Insegne
Il nastro è suddiviso in due sezioni, rispettivamente gialla e verde scuro. La medaglia è costituita da un cuore centrale blu bordato circondato d’oro e smaltato di rosa a formare un fiore di loto.